# Andrea Ebert
Andrea Ebert (São Paulo, 30 de setembro de 1970), é uma artista visual, autora e ilustradora. Conhecida por seu trabalho como ilustradora de obras literárias, segundo o acervo da Biblioteca Nacional, algumas delas incluídas em programas governamentais de incentivo à leitura, como o PNBE Programa Nacional Biblioteca da Escola e o PNLD Programa Nacional do Livro Didático.

## Biografia
Em 2002, Andrea Ebert ilustrou o seu primeiro trabalho profissional: a capa da revista Casa Vogue. A partir desse projeto, passou a colaborar com publicações editoriais.
Em 2008, ilustra duas capas do livro de Darcy Ribeiro, O Mulo e Utopia Selvagem, neste mesmo ano foi indicada ao Prêmio Abril de Jornalismo. Participou em 2011 da exposição na China com outros ilustradores brasileiros organizado pelo SIB (Sociedade dos Ilustradores do Brasil).
Em 2012, o livro ilustrado Branca de Neve, escrito por Varneci Nascimento, foi selecionado para o Programa Nacional Biblioteca da Escola (PNBE). Ilustrou para Nora Rónai em 2013 o livro O roubo da varinha de condão. Foi finalista no Prêmio Jabuti em 2014 com o livro O escandaloso teatro das virtudes escrito por Marco Túlio Costa. Em 2015, o livro Quando tudo começou: Mitos da criação universal, escrito por César Obeid e o livro Gato de Papel e outros poemas escrito por Mauricio Baptista, em 2023, foram escolhidos para o Programa Nacional do Livro Didático (PNLD).
O livro A Festa do Boi, foi analisado academicamente por Mirian Santos Chagas em sua dissertação de mestrado em 2016.
Em Portugal, ilustrou o livro Os nossos heróis do desporto (2021), de Rui Miguel Tovar, com imagens de 50 desportistas portugueses de destaque.
O Plano Nacional das Artes de Portugal selecionou Andrea Ebert para ser a artista residente no agrupamento Ibn Mucana em Cascais em 2023.

## Prêmios
- 2025 - Ganhou o PRÊMIO AEILIJ categoria Adaptação e Reconto, com a obra Mitos & Bichos de A a Z  escrito por Rosana Rios.[10]
- 2023 - Selecionada para o Plano Nacional das Artes em Portugal (PNA).
- 2022 - Foi selecionada para a Exposição Internacional Contextile na Bienal de Arte Têxtil Contemporânea com a tapeçaria "Como estar disponível numa biblioteca" em Guimarães.[11]
- 2021 - Foi selecionada pela organização The Lovie Award como "The Greats" uma colaboração entre a Fine Acts e o TED Countdown, com a curadoria do TEDx São Paulo.[12][13]
- 2016 - Award/Artistic Residence MArt - Juris: curadora Claudia Pestana, a galerista Alda Belo-Galsterer - Lisboa - Portugal e a diretora Teresa Vilaça da Casa-Museu Medeiros e Almeida.
- 2010 - XIII Salão de Artes Visuais de Natal.[14]
- 2007 - Finalista do Prémio Barco a Vapor. Escolhida para o Acervo FNLIJ, categoria criança, com o livro Quando vovó perdeu a memória.
- 2006 - X Salão de Artes Visuais da Cidade do Natal.[15]

## Obras
Livros ilustrados por Andrea Ebert:
- 2025 - O Lápis Azul - Edições Vieira da Silva - Laurinda Aguiar da Silva. ISBN 9789897797996.[16][17]
- 2025 - No Meio da Mata - Editora Afluente - ISBN 9786585724890.
- 2024 - Mitos & Bichos de A a Z - Editora Panda Books - ISBN 978-65-5697-354-8 - Rosana Rios.[18] VIII PRÊMIO AEILIJ.
- 2023 - Gato de Papel e outros poemas - Atalante Editores - Mauricio Baptista - ISBN 9786584596016. PNLD 2023.
- 2021 - Pedro: O primeiro dia de escola - Cultura Editora - ISBN 9789899096721
- 2021 - Os nossos heróis do desporto - Editora Nuvem de Tinta - Peguin - ISBN 9789897840128.[19]
- 2020 - Livro de atividade “O Planeta é Nossa Casa” Epal - Águas de Portugal.
- 2020 - A poesia se faz num pescar de olhos - Editora Formato - Leo Cunha. Programa PNLD Literário 2023.[20]
- 2020 - Histórias, lendas e curiosidades da gastronomia - Roberta Malta Saldanha - ISBN 978-8577560981.[21]
- 2018 - Para Onde Vai? - Luísa Costa Macedo - ISBN 9789892087092.[22]
- 2014 - O filho do caçador - Editora Panda Books - Andi Rubinstein, Madalena Monteiro - ISBN 9788578883850.[23]
- 2015 - Quando tudo Começou - Panda Books - César Obeid - ISBN 978-85-7888-368-3.[24]
- 2013 - A Janela que espera – Editora Ediouro - Alexandra Plubins - ISBN 8520935873.[25]
- 2013 - O escandaloso teatro das virtudes – Editora Saraiva - Marco Túlio Costa - ISBN 978-8502205642.[26]
- 2013 - O roubo da varinha de condão – Editora Nova Fronteira - Nora Rónai - ISBN 978-8520933299.[27]
- 2012 - O Acaçá de cada um – Editora Record - Celso Sisto - ISBN 978-8501098115.[28]
- 2012 - A bala perdida e o violino – Editora Planeta - Regina Gulla - 978-8576658160.[29]
- 2012 - Mundim perdido no Mundão – Editora Melhoramentos - Luís Pimentel - ISBN 978-8506005002.[30]
- 2012 - A vassoura do ar encantado – Pallas Editora - Zetho Cunha Gonçalves - ISBN 9788534704793.[31]
- 2011 - Poeta sem palavras – Editora Planeta - Luciana Savaget - ISBN 978-8576657316.[32]
- 2011 - O Desafio de SK – Editora Paulus - Izabelle Arruda - ISBN 9788534917421.[33]
- 2010 - O Menino de Muitas Caras – Editora do Brasil - César Obeid e Jonas Ribeiro - ISBN 9788510048811.[34]
- 2010 - Branca de Neve – Editora Panda Books - Varneci Nascimento - ISBN 978-8578887568.[35] Programa Nacional Biblioteca da Escola (PNBE)
- 2010 - O sertão do Conselheiro Antônio – Editora Cortez - Luciana Savaget - ISBN 9788524915918.[36]
- 2009 - Duelo danado de Dandão e Dedé - Lenice Gomes - ISBN 9788599306536.[37] Programa Nacional Biblioteca da Escola (PNBE)
- 2007 - Quando vovó perdeu a memória - Roney Cytrynowicz - finalista do prémio Barco a Vapor, escolhida para o Acervo FNLIJ - ISBN  978-8541817400
- 2008 - Capa Livro “O Mulo” Darcy Ribeiro – Editora Leitura - ISBN 978-8573587197.[3]
- 2008 - Capa Livro “Utopia Selvagem” Darcy Ribeiro – Editora Leitura - ISBN 9788573587524.[4]
- 2007 - A Festa do Boi - Carmen Lucia Campos - Escala Educacional - ISBN 9788537700129.[38]
- 2006 - Lendas do Brasil - Blandina Franco - Editora Odysseus - ISBN 9788588023772.[39]